# Les Échos (Mali)
Les Échos (Mali) er en fransk sproget daglig nyhedsavis der udgives i Bamako i Mali. Avisen blev grundlag den 17. marts 1989.